# Kardam (obwód Dobricz)
Kardam (bułg. Кардам) – wieś w Bułgarii, w obwodzie Dobricz, w gminie Generał Toszewo. Według danych szacunkowych Ujednoliconego Systemu Ewidencji Ludności oraz Usług Administracyjnych dla Ludności, 15 września 2022 roku miejscowość liczyła 787 mieszkańców. Nazwa miejscowości została nadana na cześć bułgarskiemu chanowi Kardamowi.